# Carlos II của Tây Ban Nha
Carlos II của Tây Ban Nha (tiếng Tây Ban Nha: Carlos II, 6 tháng 11 năm 1661 - 1 tháng 11 năm 1700), còn được gọi là Kẻ bị bỏ bùa (tiếng Tây Ban Nha: El Hechizado) là người cai trị thuộc dòng tộc Habsburg cuối cùng của đế chế Tây Ban Nha. Được nhớ đến nhiều nhất vì những khuyết tật thể chất và cuộc Chiến tranh Kế vị Tây Ban Nha nổ ra ngay sau khi ông qua đời, theo truyền thống thì triều đại của Carlos được các nhà sử học coi là thời đại suy tàn do bị kẻ khác sai khiến. Tuy nhiên, nhiều vấn đề mà Tây Ban Nha phải đối mặt trong thời kỳ này vốn bắt nguồn từ triều đại của các vua trước, do vậy họ bắt đầu nhìn nhận về ông theo một quan điểm công bằng hơn.
Vì nhiều lý do hiện vẫn đang tranh cãi, Carlos đã ốm yếu suốt đời và kể từ khi ông lên ngôi lúc ba tuổi vào năm 1665, việc kế vị đã trở thành chủ đề được quan tâm trong chính trị châu Âu. Sử gia John Langdon-Davies đã tóm lược về cuộc đời ông trong câu sau: "Nếu nói sự bắt đầu cũng là sự kết thúc thì đúng với ông hơn bất cứ ai; từ ngày ông ra đời, họ đã chờ đợi cái chết của ông rồi". Dù vậy, khi lên nối ngôi ông vẫn được thừa hưởng một đế chế rộng lớn hầu như còn nguyên vẹn, và dưới sự cai trị của ông thì Tây Ban Nha đã đóng vai trò lớn trong việc đối đầu với các chính sách bành trướng của vua Louis XIV của Pháp.
Dù Carlos đã kết hôn hai lần, cả hai cuộc hôn nhân đều không sinh ra đứa con nào, và khi ông băng hà vào tháng 11 năm 1700, người thừa kế ông là Philippe xứ Anjou, cháu trai của người chị cùng cha khác mẹ của ông María Teresa của Tây Ban Nha và Louis XIV. Tuy nhiên, việc ai nối ngôi ông không quan trọng bằng vấn đề phân chia lãnh thổ, và các biện pháp ngoại giao thất bại đã dẫn đến chiến tranh vào năm 1701.

## Thông tin cá nhân
Carlos là đứa con trai duy nhất còn sống của Maria Anna của Áo (1634–1696) và Felipe IV của Tây Ban Nha (1605–1665), khi ông sinh ra thì cha ông đã 56 tuổi. Mặc dù quý tộc châu Âu vẫn thường kết hôn cùng dòng máu để duy trì quyền lực, nhà Habsburg tại Áo và Tây Ban Nha kỳ lạ ở chỗ họ tuân theo chính sách này đến độ bất thường. Trong số mười cuộc hôn nhân của các bậc quân chủ Tây Ban Nha từ năm 1450 đến năm 1661, hầu hết đều là kết hôn chung dòng máu, trong đó Felipe và Maria Anna là một trong hai đôi vợ chồng là chú và cháu gái.  Có khả năng là chính sách này phần nào được ủng hộ bởi các đạo luật Limpieza de sangre hoặc "sự thuần khiết của dòng máu" được ban hành từ đầu thế kỷ 16 và vẫn được áp dụng cho đến tận những năm 1860.

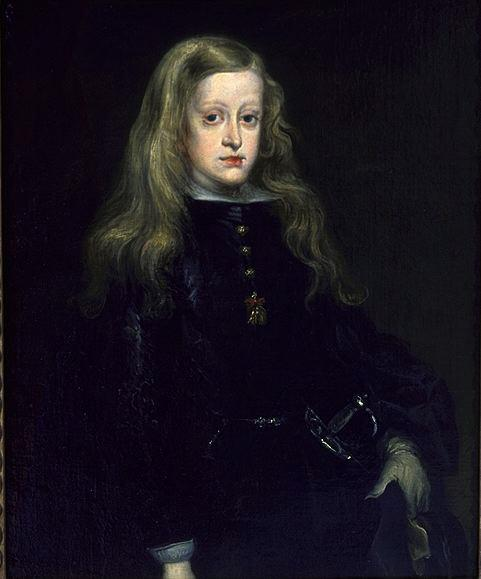
Carlos khi còn bé, k. 1666.

Hôn phối cận huyết sinh ra một đặc điểm thể chất nổi bật ở những thành viên nhà Habsburg ở Áo và Tây Ban Nha, thứ được gọi là 'bộ hàm Habsburg'; một nguồn đương thời nói rằng đặc điểm này ở Carlos rõ ràng đến mức ông thường xuyên phải nuốt thức ăn mà không nhai kỹ, dẫn đến nhiều căn bệnh về dạ dày. Một nghiên cứu vào năm 2019 về bộ hàm Habsburg đã kết luận rằng có thể đặc điểm này có mối liên hệ với di truyền, cụ thể là do tính trạng lặn; tuy nhiên, nghiên cứu này dựa trên các bức vẽ chân dung và thiếu vật liệu di truyền, do vậy tuyên bố vẫn còn mang tính suy đoán.
Các sử gia Will và Ariel Durant đã đưa ra miêu tả nổi tiếng về Charles là "lùn, đi khập khiễng, động kinh, yếu ớt và đã hói cả đầu trước tuổi 35, lúc nào cũng như sắp chết nhưng lại nhiều lần khiến con dân bất ngờ vì ông đã sống tiếp." Mức độ hôn phối cận huyết đã dẫn đến vô số những vấn đề sức khỏe của ông thì vẫn chưa rõ, và đang còn gây tranh cãi; chị gái ông, Margarita Teresa của Tây Ban Nha, không phải chịu những căn bệnh như vậy, đứa con gái từ cuộc hôn nhân của bà với chú của bà là Leopold cũng không. Dựa trên việc phân tích các nguồn sử đương thời, Carlos có thể đã phải chịu đựng căn bệnh thiếu hormone tuyến yên và nhiễm acid ống thận. Một gợi ý khác là những vấn đề sức khỏe của ông bắt nguồn từ bệnh mụn giộp ít lâu sau khi ra đời, và báo cáo khám nghiệm tử thi của ông chỉ ra thêm căn bệnh não úng thủy.
Sau khi ra đời, ông được giao cho nữ gia sư hoàng gia Mariana Engracia Álvarez de Toledo Portugal y Alfonso-Pimentel chăm sóc. Dưới sự giám sát cẩn thận của bà, ông đã sống sót qua những cơn bệnh sởi, thủy đậu, rubella, và đậu mùa, trong đó bất kỳ căn bệnh nào cũng có thể gây tử vong. Ông cũng mắc bệnh còi xương khiến ông phải có người giúp đỡ khi đi lại cho đến năm bốn tuổi, và vẫn phải đeo nẹp chân đến lúc năm tuổi. Dù có nhiều gợi ý cho rằng Carlos không được giáo dục cho đến tuổi thiếu niên, Ramos del Manzano, một giáo sư từ Đại học Salamanca và là một chuyên gia pháp lý, đã được giao nhiệm vụ dạy học cho ông khi ông sáu tuổi. Từ tuổi 12, dạy âm nhạc cho ông là Juan del Vado và dạy toán là Jose Zaragoza, giáo sư tại Colegio Imperial de Madrid, người mà sau này được ông giao cho thực hiện nhiều dự án xây dựng tại Tây Ban Nha.
Khó có thể đánh giá mức độ khuyết tật về thể chất và tinh thần của ông, do có rất ít nguồn sử chắc chắn, và phần nhiều những gì được gợi ý thường chưa được kiểm chứng, hoặc không đúng. Dù cơ thể nhiều bệnh tật, người cùng thời nói rằng ông rất tích cực tham gia các hoạt động thể chất, và thường dành nhiều thời gian để đi săn. Một trích dẫn thường được dùng để làm dẫn chứng cho việc ông bị bệnh tâm thần là có một giai đoạn ông đến nằm ngủ bên cạnh thi hài đang phân hủy của cha ông; tuy nhiên thực chất thì việc này được chỉ đạo bởi Mariana, do các bác sĩ của bà khuyên rằng làm vậy sẽ giúp ông có con nối dõi. Dù nổi tiếng là bị những cơn trầm cảm hành hạ, việc ông tham gia vào những công việc của chính phủ và theo các báo cáo từ hội đồng của ông, sau đó là các quan sát viên nước ngoài bao gồm đại sứ Pháp, Jean-Baptiste Colbert, Hầu tước xứ Torcy, cho thấy tâm lý của ông vẫn bình thường. Điều này được xác nhận nhờ một bản báo cáo vào năm 1691 được đệ trình bởi một phái viên của Ismail Ibn Sharif, Sultan của Morocco; được phái đến để thương lượng việc trao đổi tù nhân, ông ta được đích thân Carlos ra đón, và sau đó ông tham gia cuộc đàm phán từ đầu đến cuối.

## Trị vì

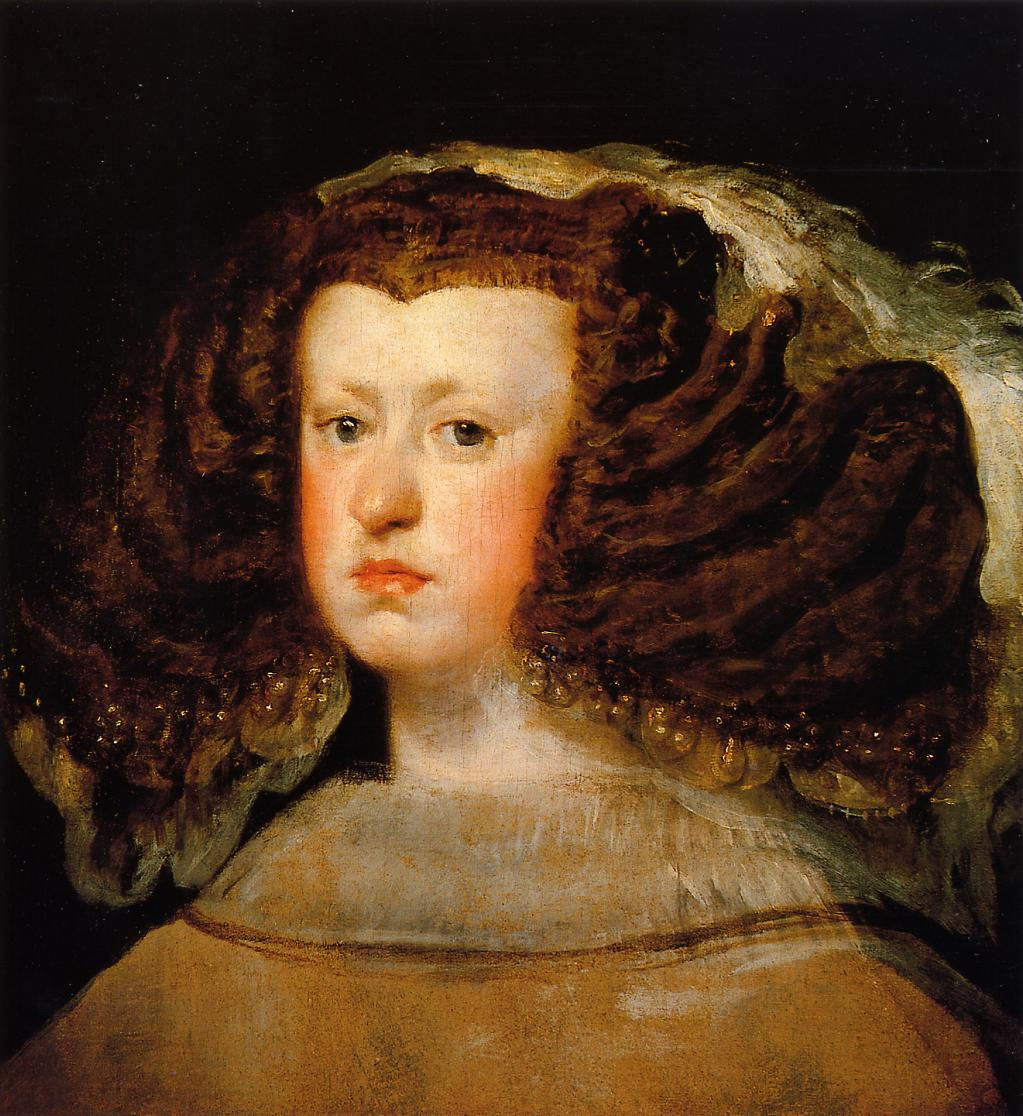
Maria Anna của Áo vẽ bởi Diego Velázquez, k. 1656, Nhiếp chính cho Carlos khi ông còn nhỏ tuổi.

Do Carlos về mặt pháp lý vẫn là trẻ con khi cha ông Philip qua đời vào ngày 17 tháng 9 năm 1665, Mariana được bổ nhiệm làm Hoàng hậu nhiếp chính bởi Hội đồng Castile. Dù đế chế Tây Ban Nha vẫn còn là một liên minh toàn cầu rộng lớn, uy quyền tối cao về kinh tế của nó đã bắt đầu bị thách thức bởi Cộng hòa Hà Lan và mối đe dọa ngày càng tăng từ Anh, trong khi vị thế của Tây Ban Nha tại châu Âu đang gặp bất ổn do sự bành trướng của Pháp dưới thời Louis XIV. Tuy có nhiều chỉ trích hướng đến Mariana cho rằng bà không thể giải quyết được những vấn đề đó, nhưng chủ yếu những chỉ trích này đến từ những nguồn sử đương thời, trong số đó gồm rất nhiều người tin rằng phụ nữ không thể tự nắm giữ quyền lực.
Kiểm soát những vấn đề này trở nên khó khăn do cuộc tranh giành quyền lực giữa Mariana và người anh cùng cha khác mẹ của Carlos, Don Juan José của Áo; thêm vào đó, ban hành những cải cách cần thiết lại rất phức tạp, do Tây Ban Nha vốn là một liên minh cá nhân giữa Castile và Aragon, mỗi nước đều có nền văn hóa chính trị và truyền thống rất khác nhau.
Kết quả của những yếu tố này là nguồn lực tài chính của chính phủ rơi vào khủng hoảng lâu dài; Hoàng gia tuyên bố phá sản nhiều lần từ năm 1557 đến năm 1666, bao gồm những năm 1647, 1652, 1661, và 1666. Đấu đá nội bộ giữa những người cai trị nhân danh Carlos càng không giúp cải thiện tình hình, nhưng trách nhiệm của họ trong sự suy thoái vẫn còn đang gây tranh cãi, do nhiều vấn đề đã bắt nguồn từ các đời vua trước. Chế độ quân chủ thì vẫn tương đối vững vàng, và đế chế hầu như vẫn còn nguyên vẹn sau khi Carlos băng hà.
Khi Mariana trở thành Hoàng hậu nhiếp chính, tuân theo một chính sách do vua Philip ban hành từ trước, bà đã bổ nhiệm người nghe xưng tội riêng và cũng là người đồng hương đến từ Áo của bà là Juan Everardo Nithard, làm "valido", tức một viên thủ hiến nắm giữ thực quyền. Nhiệm vụ cấp bách nhất của ông ta lúc đó là chấm dứt những cuộc chiến tranh tốn kém với Bồ Đào Nha và Pháp, đã thành công vào năm 1668 nhờ các hiệp ước Aix-la-Chapelle và Lisbon. Dù công nhận tầm quan trọng của những hiệp ước này, Don Juan vẫn buộc Mariana phải cách chức Nithard vào tháng 2 năm 1669, và bà thay thế ông ta bằng Fernando de Valenzuela. Là một thành viên của tầng lớp thấp hidalgo, việc bổ nhiệm ông này làm mếch lòng những người Grandee bình thường vốn nắm giữ những chức vụ như vậy.
Vào năm 1673, Tây Ban Nha bị kéo vào cuộc Chiến tranh Pháp - Hà Lan, khiến gánh nặng mà nền kinh tế phải gánh vác ngày càng lớn, và Don Juan chuẩn bị kế hoạch loại bỏ Mariana khỏi vị trí nhiếp chính. Do bị ông ta thúc giục, Carlos chính thức cho vời ông ta vào tháng 10 năm 1675, một tháng trước khi ông được 14 tuổi và được coi là người trưởng thành; anh trai ông được chỉ dẫn phải vào gặp ông trong phòng vào ngày 6 tháng 11 và bóng gió ý định muốn chiếm quyền kiểm soát chính phủ. Khi hội đồng nhiếp chính và Mariana yêu cầu kéo dài thời gian bà làm nhiếp chính thêm 2 năm nữa, Carlos từ chối nhưng sau đó bị ép phải chấp nhận và buộc phải ban bố một sắc lệnh bắt Don Juan rời khỏi Madrid.
Don Juan cuối cùng cũng giành được quyền kiểm soát chính phủ vào tháng 1 năm 1678 và lưu đày Valenzuela đến Philippines. Hành động đầu tiên của ông ta là làm hòa với Pháp; với các điều khoản của Hiệp ước Nijmegen vào năm 1678, Tây Ban Nha phải từ bỏ vùng Franche-Comté và một số khu vực của Hà Lan thuộc Tây Ban Nha mà nó từng nhận lại được vào năm 1668. Mong muốn giảm thiểu đáng kể những xung đột trong tương lai giữa hai nước, vào tháng 8 năm 1679 Don Juan mai mối cho Carlos và Marie Louise d'Orléans lúc đó 17 tuổi, cháu gái lớn của Louis XIV và con gái của Philippe I xứ Orléans. Dù lúc đó viên đại sứ Pháp đã viết "... ông ta xấu xí như thể muốn dọa nạt mọi người, và trông rất ốm yếu", nhưng chuyện đó không bị coi là sẽ làm ảnh hưởng đến các lợi ích chính trị. Dàn xếp cuộc hôn nhân này là hành động đáng chú ý cuối cùng của Don Juan; ông ta đã qua đời trước khi hôn lễ diễn ra vào tháng 11 năm 1679.

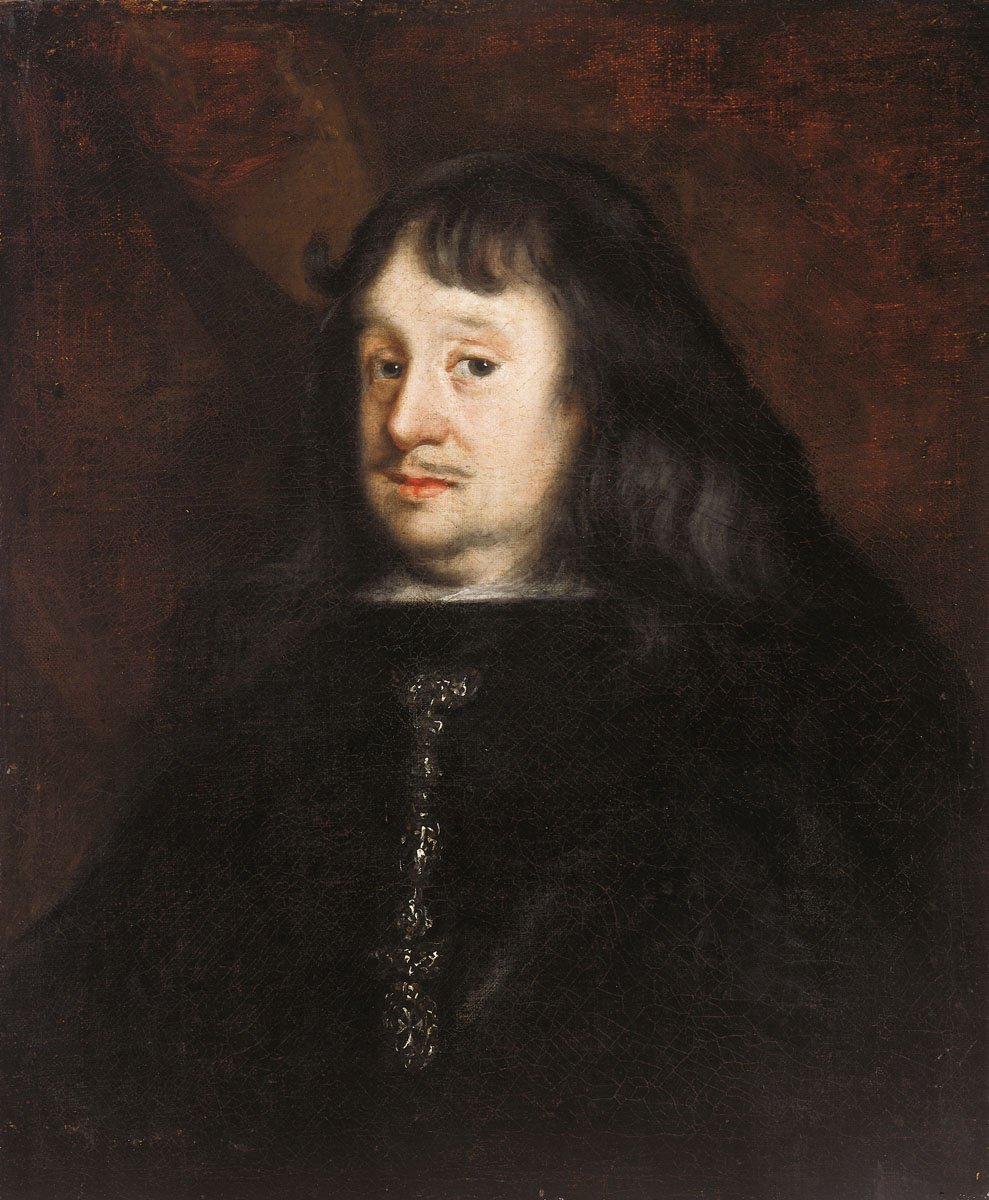
Anh trai cùng cha khác mẹ của Carlos và là con trai ngoài giá thú của vua Philip, Don Juan José của Áo, và công cuộc tranh giành quyền lực giữa ông và Mariana khiến cả triều đại rơi vào bất ổn.

Vào tháng 2 năm 1680, Công tước Medinaceli trở thành valido mới. Ông ta cãi nhau với Marie-Louise và cáo buộc rằng bà bị ảnh hưởng quá nhiều bởi đại sứ Pháp, Pierre de Villars, kẻ đã bị trục xuất khỏi Madrid vào năm 1681, làm mối quan hệ giữa hai người xấu đi. Quyền lực của Medinaceli tiếp tục bị suy yếu bởi nhiều vấn đề kinh tế và việc mất đi Luxembourg sau cuộc Chiến tranh Thống nhất vào năm 1683. Vào tháng 6 năm 1684, ông ta định kêu gọi sự ủng hộ bằng cách bổ nhiệm Công tước Oropesa làm Thống đốc của Hội đồng Castile, vị trí quyền lực thứ hai của đất nước. Tuy nhiên, bệnh tật liên miên đã khiến ông ta từ chức vào tháng 4 năm 1685, và Oropesa tiếp quản làm valido đích thực. Ông tại chức cho đến năm 1690.
Quãng thời gian được gọi là "Kỷ băng hà nhỏ" vào thế kỷ 17 là thời kỳ khủng hoảng của toàn châu Âu, dẫn đến mùa màng thất thu và nền kinh tế xuống dốc. Tây Ban Nha bị ảnh hưởng rất mạnh do nền kinh tế vốn đã bấp bênh, đặc biệt là ở Castille, nơi mà dân số giảm từ 6.5 triệu người vào năm 1600 xuống dưới 5 triệu người vào năm 1680, trong khi toàn bộ Tây Ban Nha ước tính đã giảm từ 8.5 xuống 6.6 triệu người. Sự suy giảm dân số càng trở nên trầm trọng do những cuộc chiến tranh với Pháp và việc Tây Ban Nha phải bảo vệ một đế chế rộng lớn, đã liên tục bòn rút tiền công quỹ. Vào năm 1663, Phillip IV đã chuyển đổi nợ công sang hình thức trái phiếu chính phủ, hoặc juros, nhưng những lần vỡ nợ trong quá khứ đòi hỏi mức lãi suất phải cao, nghĩa là tiền thuế phải được chuyển nhượng trước nhiều năm cho người chủ nợ để trả món nợ hiện tại. Dù việc nhập khẩu bạc nén từ châu Mĩ tăng cao, phần lớn đã phải dùng để trả cho các chủ nợ nước ngoài.
Một đặc điểm khác, không rõ rệt bằng, của sự toàn cầu hóa hệ thống thương mại của đế chế Tây Ban Nha là các đối thủ của nó sẽ thiệt hại nhiều nhất nếu hệ thống này sụp đổ. Trong những năm 1670, thương mại quốc tế bị kiểm soát bởi những thương nhân người Anh và Hà Lan, trong khi nền kinh tế nội địa thì phải dựa vào lực lượng lao động người Pháp và lúa mì nhập khẩu. Hầu tước Varinas, một quan chức thuộc địa lâu năm, quan sát thấy vào năm 1687 rằng đế chế Tây Ban Nha vẫn còn tiếp tục tồn tại dưới hình thức như hiện tại "chỉ vì nó cho phép người Anh, người Hà Lan và người Pháp tiếp tục bóc lột [nó] với cái giá rẻ hơn". Vào những năm 1680, các quan chức người Tây Ban Nha bắt đầu cố gắng khôi phục vị thế của đồng tiền nước này bằng cách thực hiện một loạt những sắc lệnh giảm phát quyết liệt, điều chỉnh tỷ giá hối đoái xuống còn 25% so với trước kia. Tác động ngay sau đó là nền kinh tế bị chia rẽ và sự sụp đổ của tín dụng; để đáp lại, người vay nợ được gia hạn ba tháng để trả nợ công bằng tỷ giá hiện tại, sau này được kéo dài lên sáu tháng. Sau khi bình ổn được vị trí của mình, vào năm 1686, tỉ giá của đồng tiền Tây Ban Nha được điều chỉnh về mức thuận lợi hơn và sau này không có thêm thay đổi lớn nào.
Tình hình chính trị trong nước một lần nữa thay đổi khi Marie-Louise qua đời vào tháng 2 năm 1689, ít lâu sau khi cuộc Chiến tranh Chín Năm với Pháp nổ ra; dựa trên miêu tả những triệu chứng của bà, các bác sĩ hiện đại gần như chắc chắn rằng căn bệnh của bà là bệnh viêm ruột thừa. Vào tháng 8, Carlos kết hôn với Maria Anna xứ Neuburg, hôn lễ chính thức diễn ra vào tháng 5 năm 1690. Mariana qua đời vào ngày 16 tháng 5 năm 1696 và Maria Anna chiếm quyền nhiếp chính cho Carlos. Khi đó việc sức khỏe của Carlos suy giảm đã rõ ràng và chọn ra người kế vị trở nên cấp bách hơn bao giờ hết. Chiến tranh Chín Năm đã cho thấy nước Pháp không thể tự mình đạt được các mục tiêu đã đề ra; hiệp ước Ryswick năm 1697 là kết quả khi cả hai bên đều đã kiệt sức và Louis bắt đầu tìm kiếm đồng minh để chuẩn bị cho cuộc tranh giành ngai vàng Tây Ban Nha. Hoàng đế Leopold từ chối giao ước vì cho rằng như vậy không giải quyết được vấn đề; cuối cùng thì ông vẫn miễn cưỡng tham gia vào tháng 10 năm 1697, nhưng chỉ coi đây là cơ hội chấm dứt sự thù địch giữa hai bên.

## Kế vị

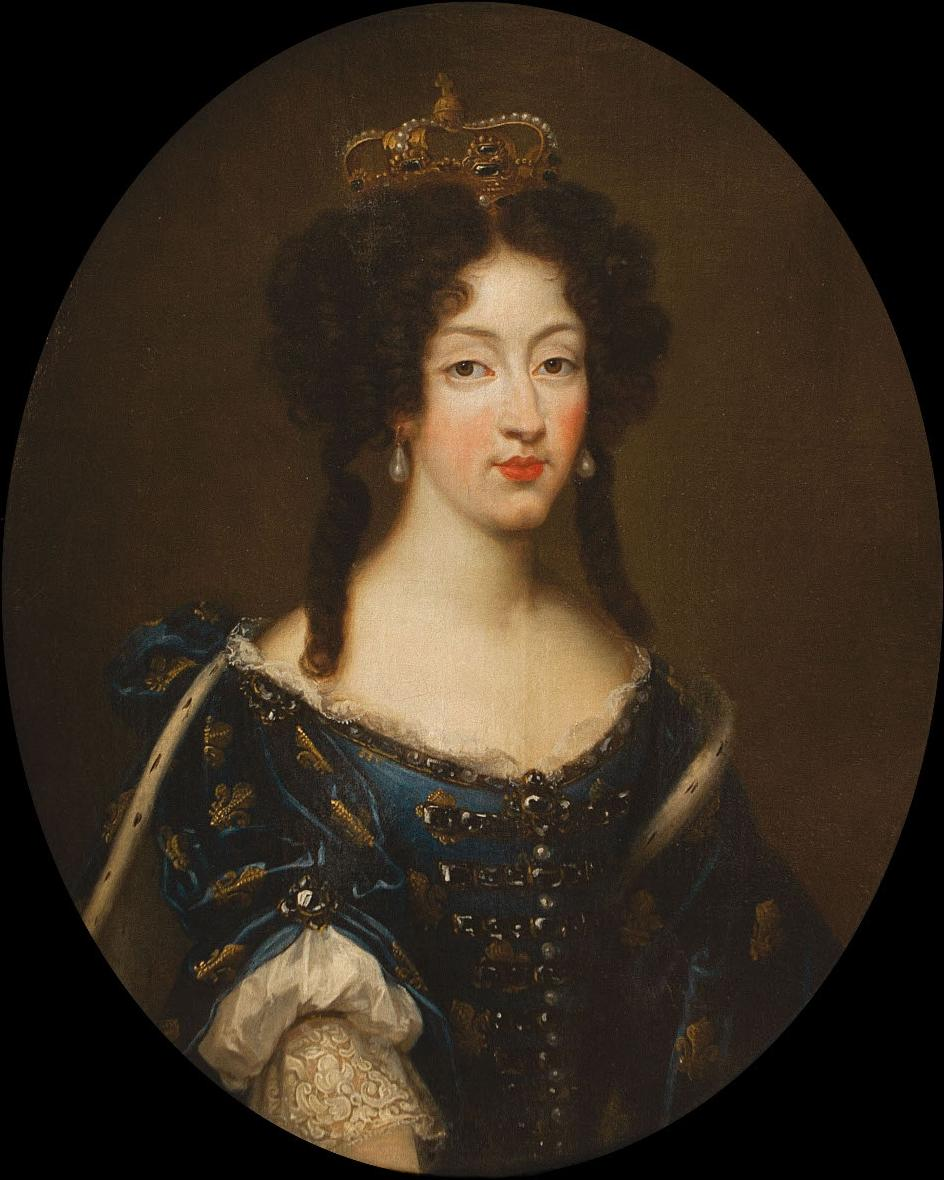
Marie Louise d'Orléans, người vợ đầu của Carlos

Mặc dù theo các nguồn sử thì Carlos đã chung thủy với Marie-Louise, bà lại phải chịu điều tiếng vì không sinh được người thừa kế, và những phương pháp can thiệp vào khả năng sinh sản vốn còn sơ khai thời đó đã khiến bà gặp phải một số vấn đề đường ruột. Đã có nhiều cuộc tranh cãi về vấn đề Carlos có bị liệt dương hay không, và nếu có, thì lý do là gì; dựa trên những cuộc nói chuyện riêng với Marie-Louise, ông có thể đã bị xuất tinh sớm. Giả thuyết cho rằng nguồn cơn của những bệnh này là hôn phối cận huyết vẫn chưa được chứng minh, và những nghiên cứu khoa học về mối liên hệ giữa khả năng sinh sản và việc giao phối cận huyết vẫn còn phải bàn cãi.
Sau khi bà qua đời vào tháng 2 năm 1689, Carlos kết hôn với Maria Anna xứ Neuburg, một trong mười hai đứa con của Philip William, Tuyển hầu tước Palatine, và là em vợ của Hoàng đế Leopold. Dù được lựa chọn một phần là vì gia đình bà nổi tiếng với khả năng sinh sản tốt, bà cũng không thành công hơn trong việc sinh con so với bà vợ trước của ông. Cho đến lúc này, người ta gần như đã chắc chắn rằng Carlos bị liệt dương, do báo cáo khám nghiệm tử thi của ông cho thấy một bên tinh hoàn của ông bị teo nhỏ.
Điều này khiến việc chọn lựa người kế vị còn trở nên cấp bách hơn; do vương miện Tây Ban Nha được truyền lại cho con trưởng trong cùng dòng tộc, việc một người phụ nữ, hoặc hậu duệ của người phụ nữ đó, được thừa kế ngai vàng là khả thi. Do đó những người chị của Carlos là Maria Theresa (1638–1683) và Margaret Theresa có thể truyền lại quyền thừa kế cho những đứa con sinh ra trong cuộc hôn nhân của họ với Louis XIV và Hoàng đế Leopold. Tuy nhiên, trước đó để tránh việc thống nhất hai nước Tây Ban Nha và Pháp, Maria Theresa đã khước từ quyền kế vị do cuộc hôn nhân của bà; đổi lại, Louis được hứa hẹn sẽ nhận được của hồi môn gồm 500,000 đồng vàng écu, một lượng vàng khổng lồ chưa từng được trả.
Vào năm 1685, con gái của Leopold và Margaret là Maria Antonia kết hôn với Max Emanuel xứ Bavaria; bà qua đời vào năm 1692, chỉ có một đứa con trai duy nhất còn sống, Joseph Ferdinand. Vào tháng 10 năm 1698, Pháp, Anh và Cộng hòa Hà Lan định áp đặt một giải pháp ngoại giao với Tây Ban Nha và Áo về chuyện kế vị, bằng bản Hiệp ước The Hague hay Hiệp ước Chia cắt thứ Nhất. Như vậy Joseph Ferdinand trở thành người thừa kế của phần lớn vương quốc Tây Ban Nha, trong khi đó Pháp giành được các vương quốc Naples và Sicily và một số lãnh thổ khác ở Ý cùng với vùng Gipuzkoa thuộc lãnh thổ xứ Basque ngày nay. Con trai thứ của Leopold là Quận công Charles trở thành người cai trị công quốc Milan, một vùng đất được coi là tối quan trọng về mặt an ninh ở biên giới phía Nam nước Áo.

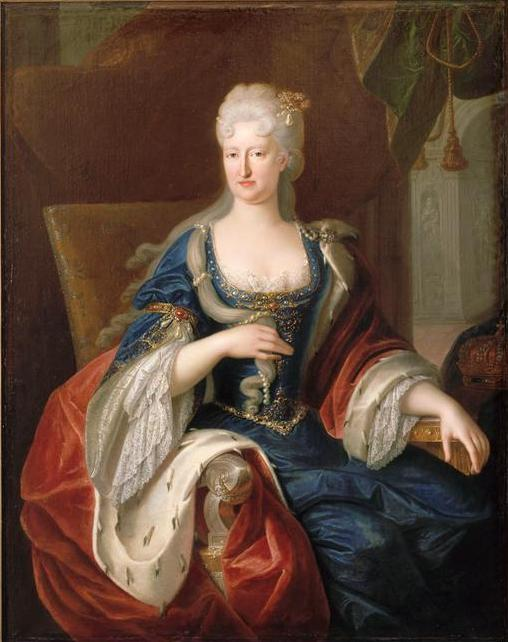
Maria Anna xứ Neuburg, người vợ hai thân Áo của Carlos

Người Tây Ban Nha đương nhiên phản đối việc đế chế của họ bị các thế lực ngoại bang chia cắt mà không cần bàn bạc, và vào ngày 14 tháng 11 năm 1698, Carlos II tuyên bố Joseph Ferdinand là người thừa kế của vương quốc Tây Ban Nha độc lập và không bị chia cắt. Maria Anna được chỉ định làm nhiếp chính khi ông còn nhỏ, và theo các nguồn sử thì những hội viên của hội đồng Castile không tán thành cũng không phản đối quyết định này. Tuy nhiên, cái chết của Joseph Ferdinand vào năm 1699 đã chấm dứt những kế hoạch mà ông dàn xếp. Như vậy con trai cả của Louis XIV, Louis Đại Trữ quân, trở thành người thừa kế ngai vàng Tây Ban Nha, một lần nữa hai vương quốc Tây Ban Nha và Pháp có khả năng sẽ được thống nhất. Vào tháng 3 năm 1700, Pháp, Anh và Hà Lan đồng ý với một giải pháp thay thế; Quận công Charles thay thế Joseph Ferdinand, trong đó các lãnh thổ của Tây Ban Nha ở châu Âu sẽ được phân chia cho các nước Pháp, Savoy và Áo. Carlos phản ứng bằng cách thay đổi di chúc của ông theo hướng có lợi hơn cho Quận công Charles, nhưng một lần nữa đặt điều kiện rằng vương quốc Tây Ban Nha phải tiếp tục độc lập và không bị chia cắt.
Hầu hết giới quý tộc Tây Ban Nha đều không ưa Maria Anna cùng đám triều thần người Đức của bà, họ cho rằng một ứng viên người Pháp sẽ đảm bảo được sự độc lập của vương quốc họ. Vào tháng 9 năm 1700, Carlos lại trở bệnh; đến ngày 28 tháng 9 ông đã không còn ăn được nữa, và Portocarrero thuyết phục ông thay đổi di chúc thành có lợi hơn cho đứa cháu nội của Louis VIV, Philip xứ Anjou. Ông băng hà vào ngày 1 tháng 11 năm 1700, năm ngày trước sinh nhật 39 tuổi của ông; Philip tự xưng là vua của Tây Ban Nha vào ngày 16, và cuộc Chiến tranh Kế vị Tây Ban Nha bắt đầu vào năm 1701.
Khám nghiệm tử thi ghi lại rằng "tim ông chỉ nhỏ bằng hạt tiêu; hai lá phổi ông đã mục rữa; ruột ông thối rữa và phân hủy mạnh; ông chỉ còn một bên tinh hoàn, đen như than, và đầu ông sưng phù đầy nước." Như đã gợi ý trước, có nhiều dấu hiệu của bệnh não úng thủy, một căn bệnh thường có liên quan đến bệnh sởi mà người ta thường mắc phải khi còn nhỏ, là một trong nhiều căn bệnh mà Carlos đã phải chịu.

## Di sản
Theo truyền thống thì triều đại kéo dài 35 năm của ông được xem là một triều đại suy tàn và sa sút của Tây Ban Nha; vào năm 1691, một đại sứ nước ngoài đã nhận định rằng "thật không thể hiểu nổi tại sao chế độ quân chủ này còn tồn tại được". Những nghiên cứu gần đây nhất đã chỉ trích các quan điểm trên, sử gia Luis Ribot cãi rằng "cả hai câu chuyện hoang đường về triều đại suy tàn và một ông vua bất lực đều đơn giản thái quá và không chính xác". Những người khác gợi ý rằng triều đại của ông là tối quan trọng do đã có những dấu hiệu đầu tiên của sự phục hồi dân số sau hàng thập kỷ khủng hoảng, những nỗ lực lớn đầu tiên để cải tổ lại ngành thương mại trên bán đảo, và khởi đầu của một con đường rộng mở hơn dẫn đến việc du nhập những hệ tư tưởng và khoa học của châu Âu.
Dù vương quốc Tây Ban Nha cùng với cả nền kinh tế đã phải dựa vào việc khai thác bạc và vàng ở châu Mĩ, mọi chuyện vốn đã bắt đầu từ thế kỷ 16, trong đó nhập khẩu vàng bạc nén đạt đến đỉnh điểm vào giữa những năm 1670 và 1700. Mặc cho những tác động xấu nhất thời, các biện pháp cải tổ nền kinh tế đã chấm dứt sự bất ổn, vốn ăn sâu bám rễ trong nền kinh tế Tây Ban Nha và làm ảnh hưởng đến nền kinh tế Tây Ban Nha trong suốt thế kỷ 17, và giúp đẩy mạnh sự tăng trưởng kinh tế bền vững. Nhiều chính sách thương mại và chính trị được thi hành dưới thời Carlos cũng đã hình thành nên nền tảng cho các chính sách cải tổ, mà sau này được những người kế vị thuộc nhà Bourbon của ông ban hành.

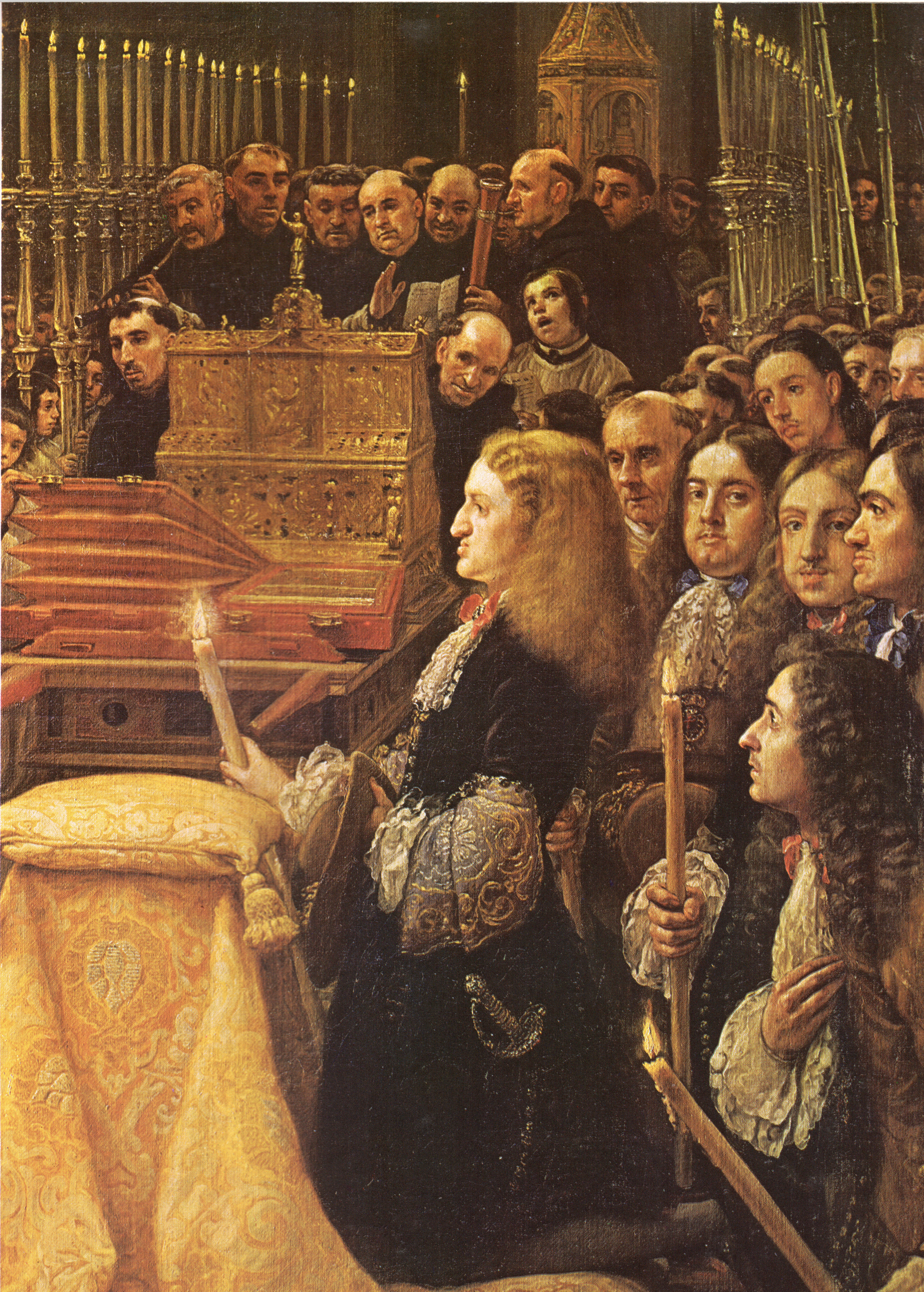
Charles II tại Lễ ban thánh thể ‘La Sagrada Forma’. Claudio Coello, 1690.

Một trong những cơ quan bị ảnh hưởng mạnh là Tòa án dị giáo Tây Ban Nha từng rất quyền lực, Tòa án đã cố gắng giành lại ảnh hưởng của bản thân bằng cách tổ chức những buổi lễ sám hối auto-da-fé lớn dưới triều vua Carlos, tuy nhiên ý định này của họ bị kìm hãm do có liên quan đến công cuộc tranh đoạt quyền kế vị. Khi Carlos thay đổi di chúc của ông theo hướng có lợi cho Philip vào năm 1700, vị Đại Pháp quan Baltasar de Mendoza y Sandoval, một đồng minh của Maria Anna, đã bắt giữ người nghe xưng tội riêng của vua là Froilán Díaz với cáo buộc đã "bỏ bùa" nhà vua. Khi Díaz được chứng minh là vô tội, Mendoza đã định bắt giữ những ai từng biểu quyết tha bổng cho ông ta, kết quả là một Hội đồng được thành lập để điều tra Tòa án dị giáo; mặc dù Tòa án vẫn tiếp tục tồn tại cho đến năm 1834, những ảnh hưởng của nó đã chấm dứt tại đây.
Dù không yêu thích nghệ thuật như cha của ông, Carlos đã tuyển một số nghệ sĩ như họa sĩ người Ý Luca Giordano và Claudio Coello để trang trí tu viện Escorial. Vào năm 1690, Claudio vẽ nên một trong những tác phẩm cuối cùng và cũng là ví dụ điển hình nhất của tranh Baroque Tây Ban Nha, bức tranh Carlos II adores the Holy Eucharist.
Vào ngày 7 tháng 12 năm 1693, một sắc lệnh hoàng gia đã cho phép sử dụng Florida thuộc Tây Ban Nha làm nơi trú ẩn cho các nô lệ bỏ trốn từ khu thuộc địa Nam Carolina bên cạnh. Dù tương đối nghèo khó, Florida thuộc Tây Ban Nha đã trở thành nơi trú ngụ cho những con tàu buôn Tây Ban Nha khỏi những cơn giông bão tại Vịnh Mexico; sắc lệnh này vốn được áp dụng với mục đích gia tăng dân số cho khu vực đó, đồng thời ngầm phá hoại khu thuộc địa kế bên, và Florida thuộc Tây Ban Nha sau đó chọn thủ đô là thành phố St. Augustine. Sắc lệnh này được Philip chính thức hóa vào năm 1733, dẫn đến việc thành lập thị trấn Santa Teresa de Mose vào năm 1738, thị trấn người da đen tự do đầu tiên được công nhận về mặt pháp lý, tại nơi ngày nay là Hoa Kỳ.
Quần đảo Caroline và thị trấn Charleroi tại Bỉ hiện nay được đặt tên theo tên ông, lần lượt vào năm 1666 và 1686. Một số đạo luật nhân danh ông đã phê chuẩn việc thành lập các trường đại học ở Nam Mĩ mà đến nay vẫn còn tồn tại. Ở Peru, các trường đại học bao gồm San Cristóbal, được thành lập vào năm 1680, và Trường Đại học Quốc gia; ở Guatemala, có Universidad de San Carlos de Guatemala, đứng thứ tư trong số những trường đại học cổ xưa nhất toàn lục địa. Những trường đại học khác bao gồm Santo Tomas Aquino vào năm 1688, giờ là một phần của Đại học Trung ương Ecuador, và cuối cùng vào năm 1694 là Universidad de San Nicolás de Mira ở Bogota, Colombia.